# Sailesh Samy
Sailesh Samy (21 maart 1977) is een voormalige Fijisch voetballer die bij voorkeur als aanvaller speelt.    
Op 8 juli 2002 in de uitwedstrijd tegen Vanutu maakte Samy zijn debuut voor Fiji voetbalelftal. Hij kwam in 78e minuut als een invaller voor Stewart Bola, de wedstrijd ging verloren met 1-0.  Hij heeft 4 wedstrijden gespeeld en 2 doelpunten gemaakt voor zijn nationale ploeg.
Samy beëindigde zijn voetbalcarrière in 2013.